# ابوالربیع کلاعی
ابوالرَّبیع کَلاعی (۱۱۷۰-۱۲۳۷م) (نسب کامل: ابوالرّبیع سلیمان بن موسی کَلاعی حِمیَری) محدث و تاریخ‌نگار عرب اندلسی بود. به شیوایی و نیک‌نگاری (بلاغت و حُسنِ إنشا) مشهور بود.

## آثار
- الإکتفاء فی مغازی رسول‌الله والثلاثة الخلفاء
- معرفة الصحابة والتابعین.
- أخبار البخاری و ترجمته.